# Berta Kolokolcevová
Albertina Josifovna „Berta“ Kolokolcevová (rusky Альбертина Иосифовна Колокольцева; * 29. října 1937 Kemerovo, Ruská SFSR) je bývalá sovětská rychlobruslařka.
V roce 1963 startovala na národních závodech, roku 1964 se zúčastnila Zimních olympijských her, odkud si přivezla bronzovou medaili ze závodu na 1500 m. Na sovětském šampionátu 1964 byla pátá. V sezóně 1964/1965 již nastoupila pouze k jednomu národnímu závodu.